# 신연강
신연강(新淵江 또는 新延江, 새내)는 강원도 춘천시 서면, 남산면 방하리 등을 경유하여 경기도 가평군으로 흘러가는 하천이다. 의암댐이 건설되면서 신연강의 일부 지류는 의암호가 되었다. 소양강과 자양강, 북한강이 만나는 곳으로 가평 방향으로 흘러간다. 경춘국도가 있으며, 경춘국도가 생기기 이전에는 송현동, 신연강나루, 덕두원, 석파령, 당림리 등으로 통했으며, 서울과 춘천을 오가던 몇 안되는 길목으로 신연강나루 포구가 있었다.

## 같이 보기
- 소양강
- 북한강
- 의암호
- 의암댐